# 世嘉都市乐园
世嘉都市乐园（Joypolis）是由日本游戏公司世嘉所创立，目前由华夏文化科技集团及旗下的CA世嘉都市乐园所运营的室内游乐场。
截至目前，全世界范围内共有5家运营中的世嘉都市乐园，分别位于日本的东京和仙台、位于中国大陆的上海和广州以及香港。

## 历史
1994年7月20日，横滨JOYPOLIS开业，亦为全球范围内的首家世嘉都市乐园；该店于2001年2月28日关闭。
1996年7月12日，东京台场JOYPOLIS开业，该店也是目前唯一一个仍在日本运营的世嘉都市乐园系列游乐场。
2014年3月，华夏动漫取得中国大陆首个世嘉都市乐园的运营权；2015年7月3日，青岛世嘉都市乐园开业，亦为中国大陆首家世嘉都市乐园。
2017年1月，华夏动漫通过并购世嘉SLC（Sega Live Creation）并成立CA世嘉都市乐园有限公司，运营世嘉都市乐园。
2018年10月，主打虚拟现实的JOYPOLIS VR涩谷店开业；该店于2020年6月30日关闭。
2022年4月29日，主打综合体育设施的JOYPOLIS SPORTS仙台店开业。
2024年12月22日，JOYPOLIS SPORTS首家海外旗艦店在香港开业。

## 门店列表

### 运营中

#### 日本

##### 东京

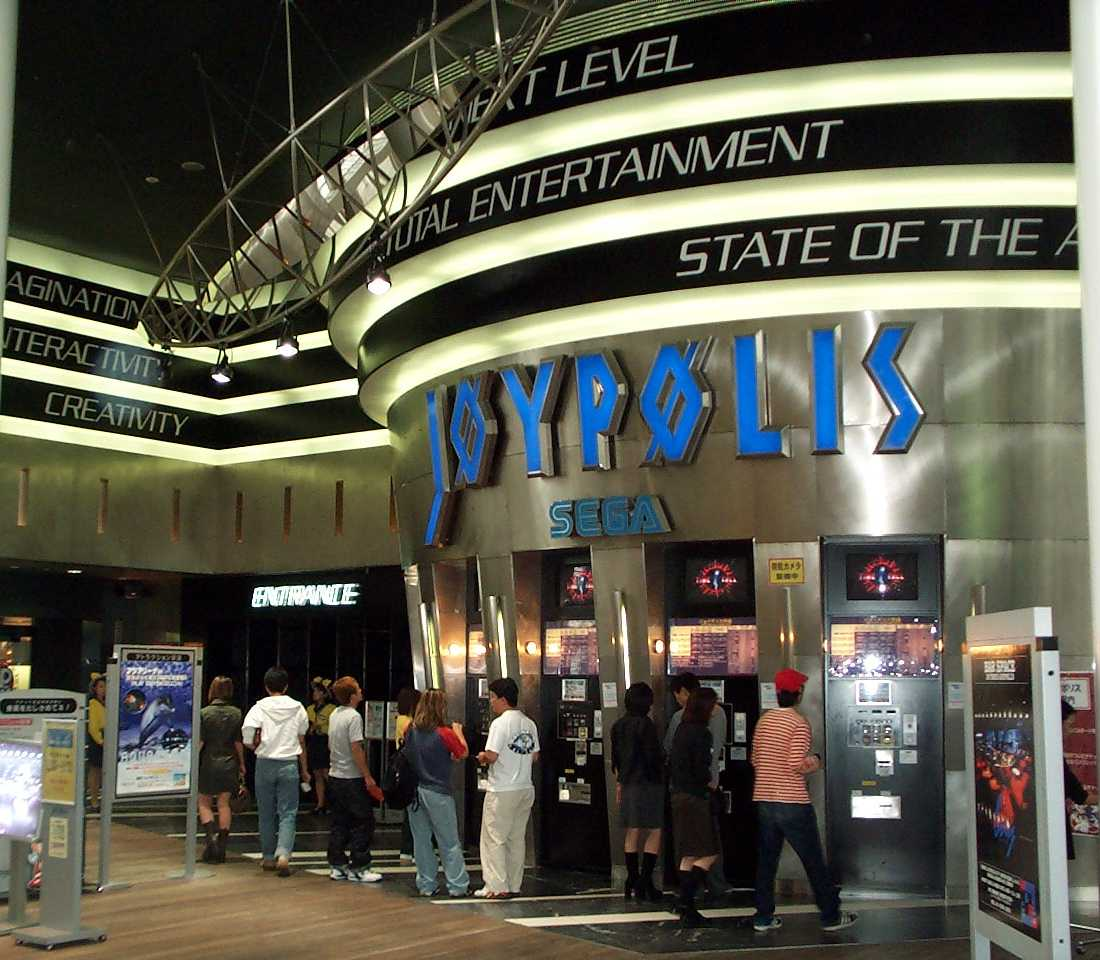
东京JOYPOLIS的入口

东京JOYPOLIS位于东京都的台场，于1996年7月12日开业，是日本最大的室内主题公园之一；园内有超20种游乐设施。

##### 仙台（JOYPOLIS SPORTS）
位于仙台市宫城县的永旺仙台中山店JOYPOLIS SPORTS是世嘉都市乐园旗下首个包含众多综合体育设施的室内游乐场，原定于2021年开业，后因新型冠状病毒疫情及福岛地震导致多次延期，最后于2022年4月29日上午10时开业。

#### 中国大陆

##### 上海
上海世嘉都市乐园位于上海市普陀区的月星环球港3-4层，总建筑面积8,300平方米，于2016年2月6日正式开业。馆内包含世嘉研发的21款游乐设备；旗下两大主题区“Wonder Forest”及“P+ Closet”亦于2015年1月1日开幕。
目前该乐园由华立科技旗下的室内游乐场品牌“环游嘉年华”所拥有，并更名为环游嘉年华上海世嘉店。

##### 广州
广州世嘉都市乐园位于广州市增城区新塘镇的钧明欢乐世界内，占地1.4万平方米，亦为世嘉都市乐园首次在粤港澳大湾区乃至华南开设门店；原定于2021年9月开业，后在经过多轮压力测试后于2022年9月19日与钧明欢乐世界一同正式开园。园内拥有超过40个大型设备，10大娱乐区域。

#### 香港（JOYPOLIS SPORTS HONG KONG）
位于啟德體育園的運動健康中心，佔地近3万平方呎，为首家JOYPOLIS SPORTS的海外旗艦店，亦为继广州世嘉乐园后粤港澳大湾区第二家世嘉乐园。於2024年12月22日正式開业。

### 已关闭

#### 日本
世嘉曾经在日本的横滨、新潟、福冈、新宿、京都、冈山、梅田等地开设JOYPOLIS门店，后来又于2018年10月开设主打虚拟现实的VR涩谷店，但这些门店因经营不善、租约到期等而相继关闭。

#### 中国大陆

##### 青岛
青岛世嘉都市乐园位于位于青岛万象城4-5层，总面积8,383平方米，曾是中国大陆的第一家世嘉都市乐园，于2015年7月3日上午正式开业。馆内设有数码虚拟与现实中央舞台，并设有过山车等20种大型游乐设施。
2023年4月26日，青岛世嘉都市乐园宣布其将在2023年5月31日正式关闭。